# Bailleulmont
Bailleulmont – miejscowość i gmina we Francji, w regionie Hauts-de-France, w departamencie Pas-de-Calais.
Według danych na rok 1990 gminę zamieszkiwały 282 osoby, a gęstość zaludnienia wynosiła 52 osób/km² (wśród 1549 gmin regionu Nord-Pas-de-Calais Bailleulmont plasuje się na 944. miejscu pod względem liczby ludności, natomiast pod względem powierzchni na miejscu 643.).